# ميهرداد بيرامي
ميهرداد بيرامي (21 سبتمبر 1990 بأردبيل في إيران - ) هو لاعب كرة قدم إيراني في مركز الهجوم. لعب مع نادي تراكتور سازي ونادي غسترش فولاد ونادي فولاد خوزستان ونادي ماشين سازي.

## روابط خارجية
- ميهرداد بيرامي على موقع قاعدة بيانات كرة القدم.إي يو (الإنجليزية)
- ميهرداد بيرامي على موقع Soccerway.com (الإنجليزية)